# Robert H. Whealey
Robert H. Whealey es un hispanista e historiador estadounidense, Professor Emeritus en el Departamento de Historia de la Universidad de Ohio, especialista en la guerra civil española.
Entre sus obras se encuentran Hitler and Spain: The Nazi Role in the Spanish Civil War 1936-1939 y numerosas aportaciones a obras colectivas traducidas al español («La intervención extranjera en la guerra civil española» —en la obra dirigida por Raymond Carr—; La Guerra Civil española, 1936-1939, retratada en la cultura popular: cartas de los chicles; Cuarenta años después: cómo financió Franco su guerra, La diplomacia española del petróleo: de junio de 1927 a abril de 1931, etc.)
- Datos: Q7350994